# Nannogryllacris
Nannogryllacris är ett släkte av insekter. Nannogryllacris ingår i familjen Gryllacrididae.
Kladogram enligt Catalogue of Life:
| Nannogryllacris | \| \| Nannogryllacris exigua \| \| \| \| \| \| Nannogryllacris furciventris \| \| \| \| \| \| Nannogryllacris heurnii \| \| \| \| \| \| Nannogryllacris niaoulii \| \| \| \| \| \| Nannogryllacris novaguineae \| \| \| \| |
|                 | \| \| Nannogryllacris exigua \| \| \| \| \| \| Nannogryllacris furciventris \| \| \| \| \| \| Nannogryllacris heurnii \| \| \| \| \| \| Nannogryllacris niaoulii \| \| \| \| \| \| Nannogryllacris novaguineae \| \| \| \| |
|                 | Nannogryllacris exigua |
|                 | |
|                 | Nannogryllacris furciventris |
|                 | |
|                 | Nannogryllacris heurnii |
|                 | |
|                 | Nannogryllacris niaoulii |
|                 | |
|                 | Nannogryllacris novaguineae |
|                 | |